# Лангур (приток Сосьвы)
Лангур — река в России, протекает по Свердловской области. Устье реки находится в 400 км по левому берегу реки Сосьва. Длина реки составляет 129 км.

## Притоки
- 20 км: Крутая
- 35 км: Ейва
- 82 км: Черная
- 103 км: Крапивная
- 117 км: Южный Лангур

## Данные водного реестра
По данным государственного водного реестра России относится к Иртышскому бассейновому округу, водохозяйственный участок реки — Сосьва от истока до водомерного поста у деревни Морозково, речной подбассейн реки — Тобол. Речной бассейн реки — Иртыш.
Код объекта в государственном водном реестре — 14010502412111200010172.